# Propstei Johannesberg
| St. Johannes der Täufer (Johannesberg) |                      |
|                                        |                      |
| Ort                                    | Johannesberg (Fulda) |
| Konfession                             | römisch-katholisch   |
| Diözese                                | Fulda                |
| Patrozinium                            | Johannes der Täufer  |
| Baujahr                                | 811                  |
| Bautyp                                 | Saalkirche           |
| Funktion                               | Pfarrkirche          |

Die Propstei Johannesberg, eine ehemalige Benediktinerpropstei, liegt im gleichnamigen Stadtteil von Fulda in Hessen und ist heute die römisch-katholische Pfarrkirche St. Johannis bzw. St. Johannes der Täufer des Ortsteils. Obwohl die Kirche im Barock erheblich umgestaltet wurde, sind die romanischen Grundformen noch deutlich zu erkennen.

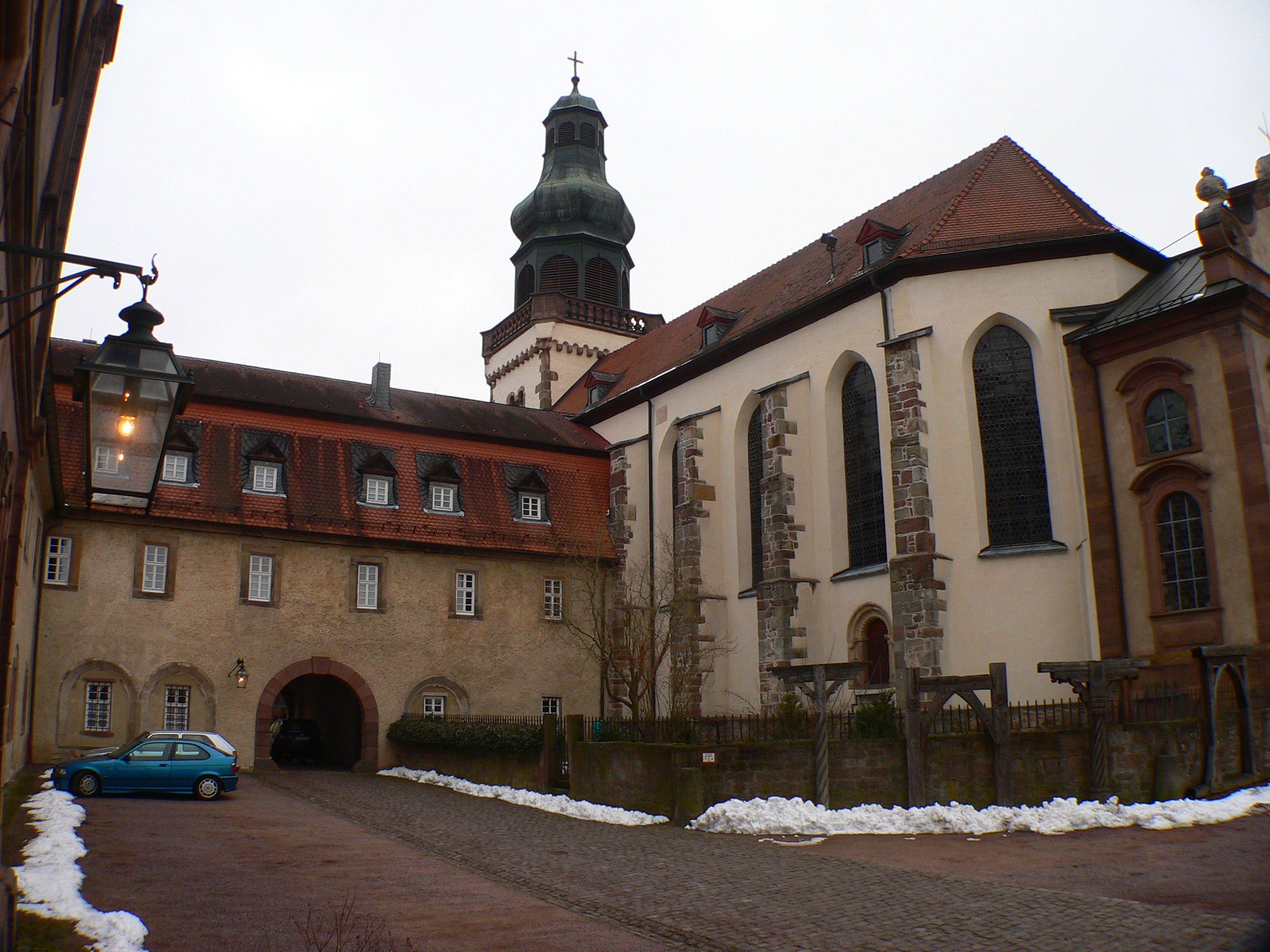
Sicht vom Propsteigarten auf das Propsteischloss, die spätgotische Kirche und ihren romanischen Turm

## Geschichte
Eine erste Kirche an dieser Stelle wurde 811 durch den dritten Abt des Klosters Fulda, Abt Ratgar, erbaut und von Erzbischof Richulf von Mainz geweiht. 836 gründete hier der Fuldaer Abt Rabanus Maurus (* 780; † 856) ein Benediktinerkloster als Nebenkloster der Abtei Fulda. Um 1000 wurde an der Stelle der alten Kirche eine romanische Basilika errichtet. Nach einem Brand um 1270 wurde sie wiederaufgebaut. Aus romanischer Zeit ist nur noch der spätromanische Westturm erhalten, denn die Basilika wurde um 1500 durch eine einschiffige spätgotische Kirche ersetzt. Die ist trotz späterer Barockisierung noch gut zu erkennen. Das Kloster wurde um die Mitte des 17. Jahrhunderts endgültig in eine Propstei umgewandelt und die dem Patrozinium Johannes des Täufers unterstellte Kirche wurde ihr Zentrum.
Um die Kirche herum liegt das ehemalige Propsteischloss, dessen Baubestand vorwiegend aus dem 18. Jahrhundert stammt, als unter Propst Conrad von Mengersen durch Andrea Gallasini die Residenz neu angelegt wurde. Die Arbeiten wurden 1726 begonnen, aber nur teilweise vollendet und nach 1747 eingestellt. Nach der ursprünglichen Planung sollte sich das Schloss symmetrisch um die Kirche fügen. Während die Flügel südlich der Kirche weitgehend vollendet wurden, blieben die Anlagen nördlich der Kirche rudimentär. Hier wurde statt des nördlichen Wohnbaus 1742 ein Portal errichtet. Zum südlichen Flügel gehört der „Rote Bau“, ein dreigeschossiges, stattliches Herrenhaus mit Mansarddach und Wappenportal. Das Obergeschoss wird nahezu vollständig von einem großen Festsaal eingenommen; dessen Restaurierung wurde mit der Europa-Nostra-Medaille ausgezeichnet.

## Barocke Gartenanlage
Die sich östlich der Propstei erstreckende barocke Gartenanlage nahm ursprünglich drei hinter- und übereinander liegende Terrassen ein, die sich auf das Landschaftspanorama in Richtung Fulda und Rhön ausrichten, von denen lediglich die obere Terrasse wieder als Barockgarten gestaltet wurde.

## Vorwerk Nonnenrod
siehe auch 
Das Vorwerk Nonnenrod ist ein bereits 1650 genannter, zur Propstei gehörender Einzelhof. Er ist südwestlich von Johannesberg bei Fulda. gelegen und ein seit Jahrhunderten bestehendes landwirtschaftliches Gehöft im Tal des Aschehöfer Grundes. Das Gehöft wurde wahrscheinlich vom Johannesberger Propst Bonifatius von Buseck erst im 17. Jahrhundert als kleines Nonnenkloster angelegt. 1699 gab es eine Kapelle.
1802 rechnete man Nonnenrod zum fuldischen Propsteiamt Johannesberg.
Alter Wappenstein von 1699
Das alte Wohnhaus des Gutshofes trägt einen Wappenstein mit dem Wappen des Johannesberger Propstes Bonifazius von Busek (1656–1700) und die Jahreszahl 1698. Das Gewände des massiv gewölbten Kellers („Kapellen-Keller“) ist mit der Jahreszahl 1698 versehen.

## Säkularisation
Mit dem Propsteiamt Johannesberg besaß die Propstei Johannesberg im Heiligen Römischen Reich einen eigenen Herrschaftsbereich, in dem der Propst die Hoheitsrechte ausübte. Mit der Säkularisation durch den Reichsdeputationshauptschluss in 1803 wurde das Kloster Fulda und somit auch die Propstei Johannesberg aufgelöst. Die Besitzungen des Klosters wurden enteignet, vom Fürstentum Nassau-Oranien-Fulda und später vom Kurfürstentum Hessen übernommen und in der Folge in eine Staatsdomäne umgewandelt.

## Neuere Zeit
Die Domänennutzung erfolgte von 1835 bis 1968 und bewirtschaftete über 300 ha einschließlich der Filiale Nonnenrod. Zeitweise waren über 70 feste Mitarbeiter beschäftigt.  Die Gebäude dienten mehr als 130 Jahre landwirtschaftlichen Zwecken. In den 1980er Jahren nahm hier das „Deutsche Zentrum für Handwerk und Denkmalpflege – Propstei Johannesberg“ seinen Sitz. Unter seiner Ägide wurde die Anlage nach und nach restauriert. Nach der Insolvenz des Zentrums im Jahr 2001 wird dessen Arbeit heute durch die Propstei Johannesberg gGmbH fortgesetzt. Sie unterhält ihre Werkstätten hauptsächlich im nördlichen Flügel der Anlage.

## Bekannte Pröpste von Johannesberg
- Heinrich von Kronberg (vor seiner Zeit als Abt in Fulda, bis höchstens 1192)
- Heinrich von Boyneburg (vor seiner Zeit als Abt in Hersfeld, um 1252)
- Konrad um 1299
- Albert von Hornsberg um 1306
- Berthold um 1307
- Dietrich um 1328
- Martin von Lichtenberg um 1382, 1387
- Engelhard Wambold von Umstadt um 1394
- Johann von Rorbach um 1401
- Hermann von Buchenau um 1410–1434
- Konrad von Allendorf um 1467–1471
- Wilkin Küchenmeister 1489–1499, zuvor Propst von Petersberg
- Melchior Küchenmeister 1505–1522
- Philipp Schenck zu Schweinsberg 1522–1550, wurde 1541 Fürstabt und behielt die Propstei bei, auch Propst von Rasdorf, Petersberg und Frauenberg
- Wolfgang Dietrich von Eusigheim 1550–1558, gleichzeitig Abt, gleichzeitig Propst von Petersberg, Frauenberg, zuvor Propst von Holzkirchen, und auch in Thulba
- Wolfgang Schutzbar gen. Milchling 1558–1567, gleichzeitig Fürstabt und Propst auf dem Petersberg und auf dem Frauenberg
- Philipp Georg Schenk zu Schweinsberg 1567–1568, gleichzeitig Fürstabt, siehe auch Michaelsberg, Neuenberg, Holzkirchen
- Wilhelm Hartmann von Klaur (Klauer) zu Wohra, amtierte 1568–1570, gleichzeitig Fürstabt, zuvor Propst von Thulba
- Balthasar von Dernbach 1570–1576 und später noch einmal, gleichzeitig Fürstabt
- Heinrich von Bobenhausen 1577–1585, gleichzeitig Administrator des Hochstifts Fulda
- Erzherzog Maximilian von Österreich 1585–1602, gleichzeitig Administrator des Hochstifts Fulda
- Balthasar von Dernbach 1602–1606, früher schon einmal, gleichzeitig Fürstabt
- Reinhard Ludwig von Dallwig (Dalwigk) 1606–1607, Fürstabt
- Johann Friedrich von Schwalbach 1607–1622, gleichzeitig Fürstabt, zuvor Propst auf dem Michaelsberg, auf dem Neuenberg, in Rohr, in Blankenau
- Johann Bernhard Schenk zu Schweinsberg 1623–1632, gleichzeitig Fürstabt, zuvor Propst in Blankenau, auf dem Michaelsberg, auf dem Neuenberg
- Johann Adolf von Hoheneck 1633–1635, gleichzeitig Fürstabt, auch noch Propst vom Petersberg
- Hermann Georg von Neuhof gen. Ley 1635–1644, gleichzeitig Fürstabt, auch Propst von Blankenau, Holzkirchen und Rohr
- Pater Sturmius Helcker, amtierte 1644–1649, einziger nichtadeliger Propst
- Bonifatius (Bonifaz) von Buseck 1656–1701
- Benedikt von Rosenbusch 12. März 1701–1707, davor in Blankenau und Thulba, danach in Andreasberg
- Friedrich von Buttlar 28. Mai 1707–1715, davor in Holzkirchen und in Thulba
- Konrad von Mengersen 31. Dezember 1715–1753, davor in Thulba und in Holzkirchen
- Karl (Carolus) von Fechenbach 12. Oktober 1753–1755, davor Petersberg, danach Andreasberg
- Eugen von Bastheim 1755–1758, davor in Sannerz und in Holzkirchen
- Anton von Hagenbach  22. Oktober 1753–15. Juli 1759, davor in Zella und auf dem Petersberg
- Vinzenz (Vincentius) von Buseck genannt Brand 23. Dezember 1759–1765, davor in Sannerz und Thulba
- Lothar (Lotharius) von Hohenfeld 26. August 1765–1776, davor in Sannerz und Blankenau
- Wilhelm (Wilhelmus) von Mengersen 1776–1778, davor in Sannerz
- Amand (Amandus) Zobel von Giebelstadt 22. August 1778–1794
- Ludwig (Ludovicus) von Schönau 14. Januar 1795–1802, zuvor in Zella, letzter Propst

## Bildergalerie

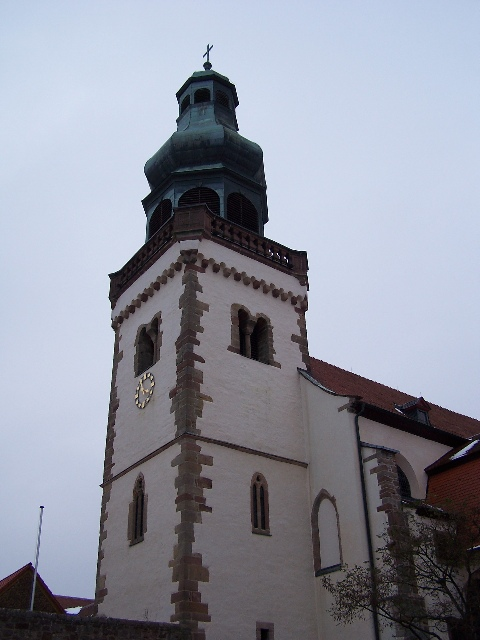
Die Kirche St. Johannes der Täufer von Johannesberg
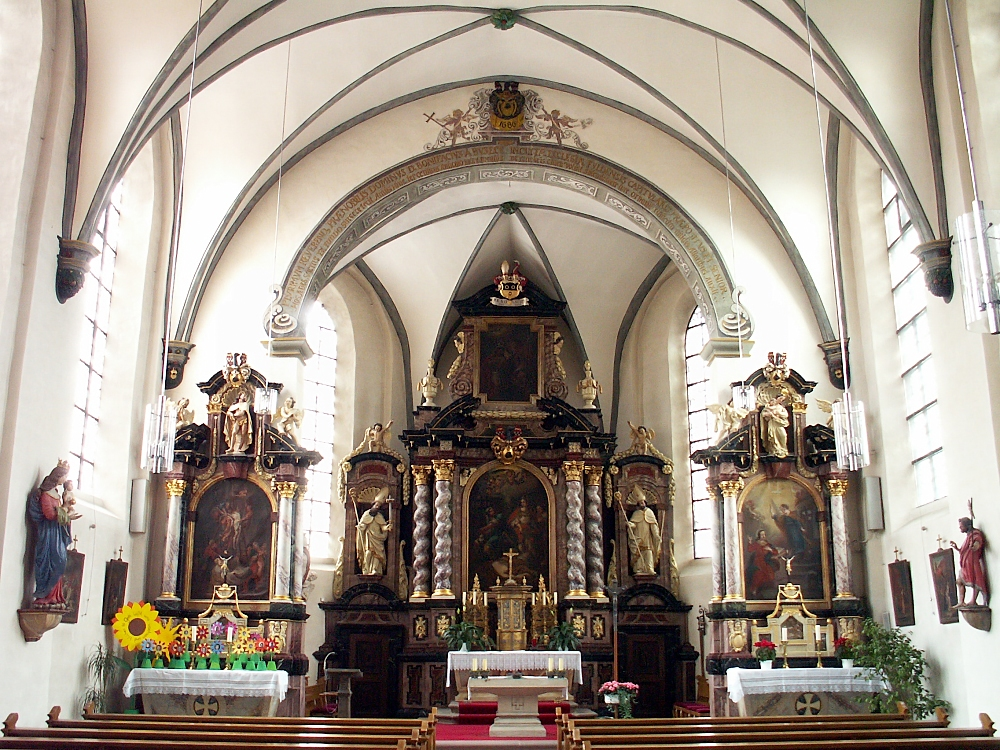
St. Johannes d. T., Innenraum
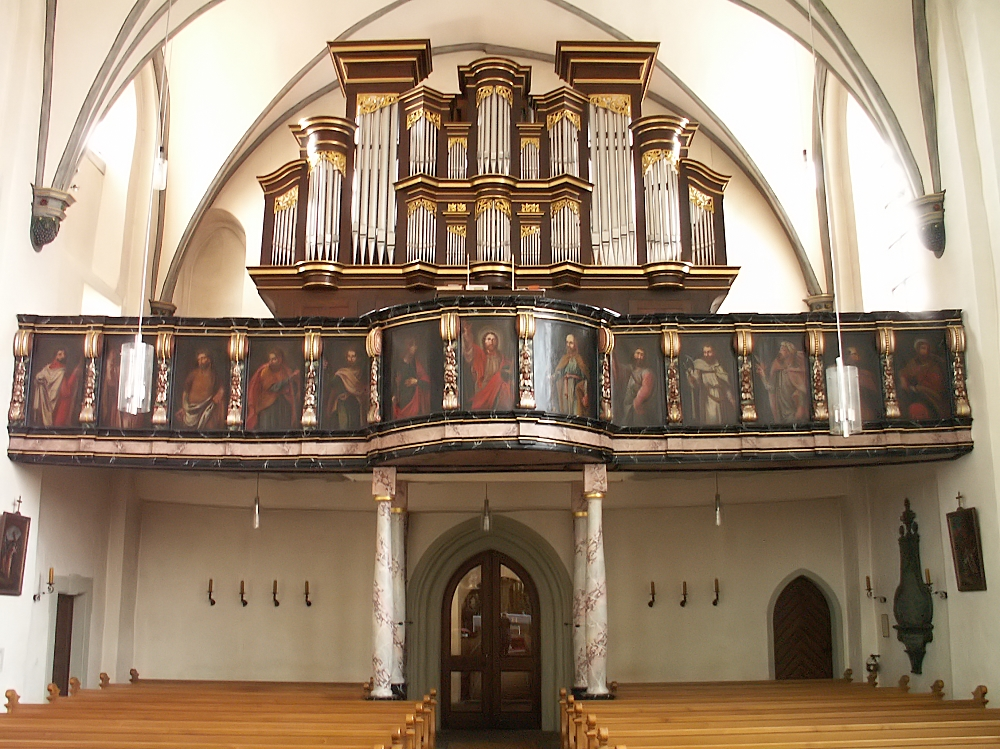
St. Johannes d. T., Orgelempore
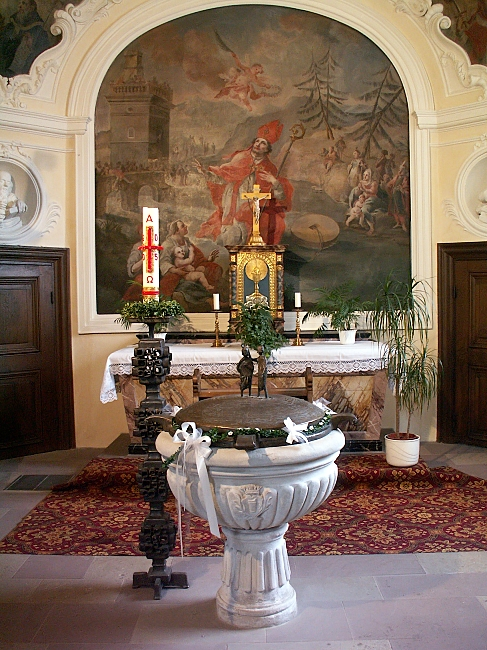
St. Johannes d. T., Blick auf den Taufstein
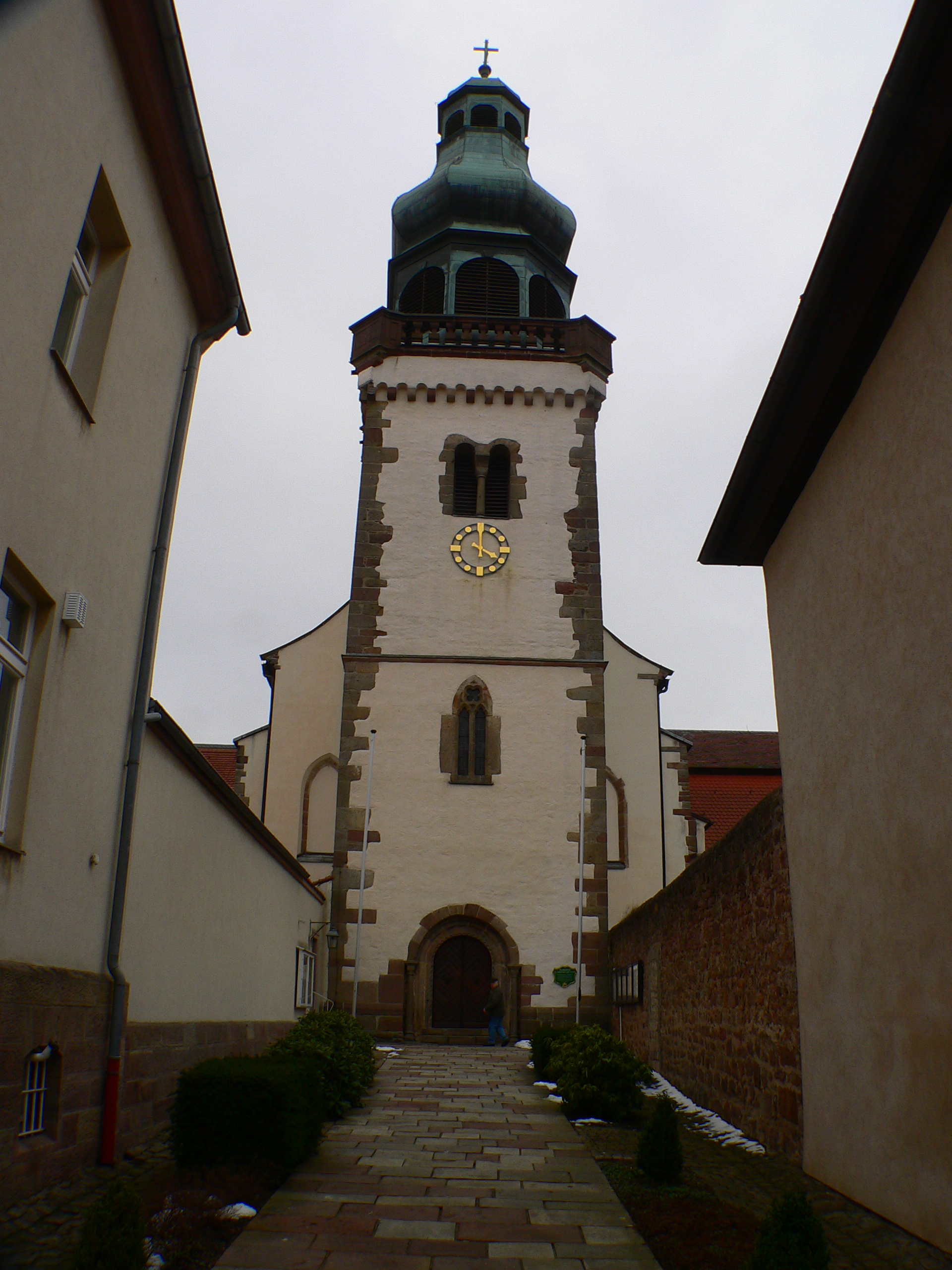
Die enge Bebauung des Klosterkomplexes mit Kirchenzugang
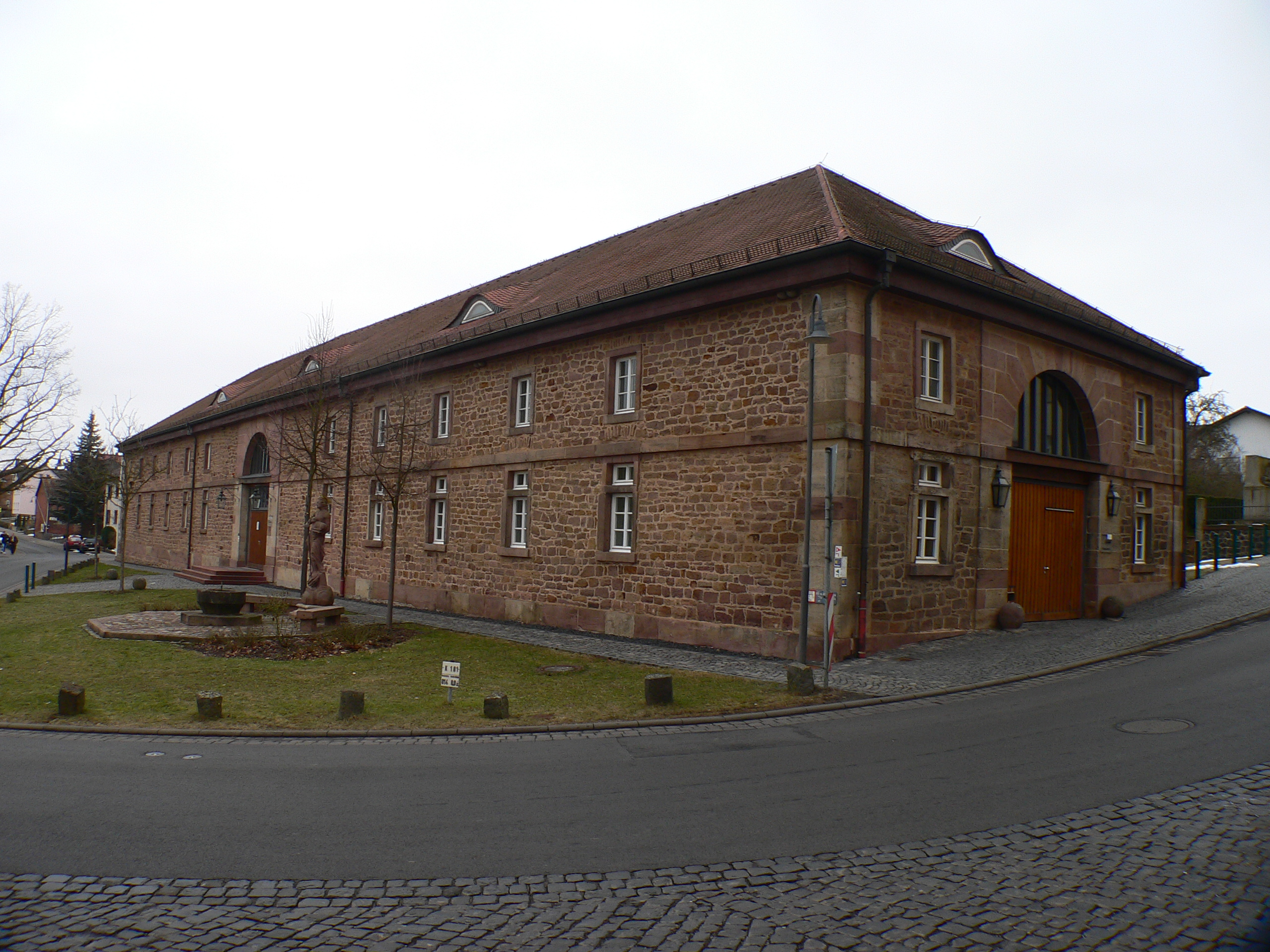
Der ehemalige Schafstall gegenüber dem Propsteischloss
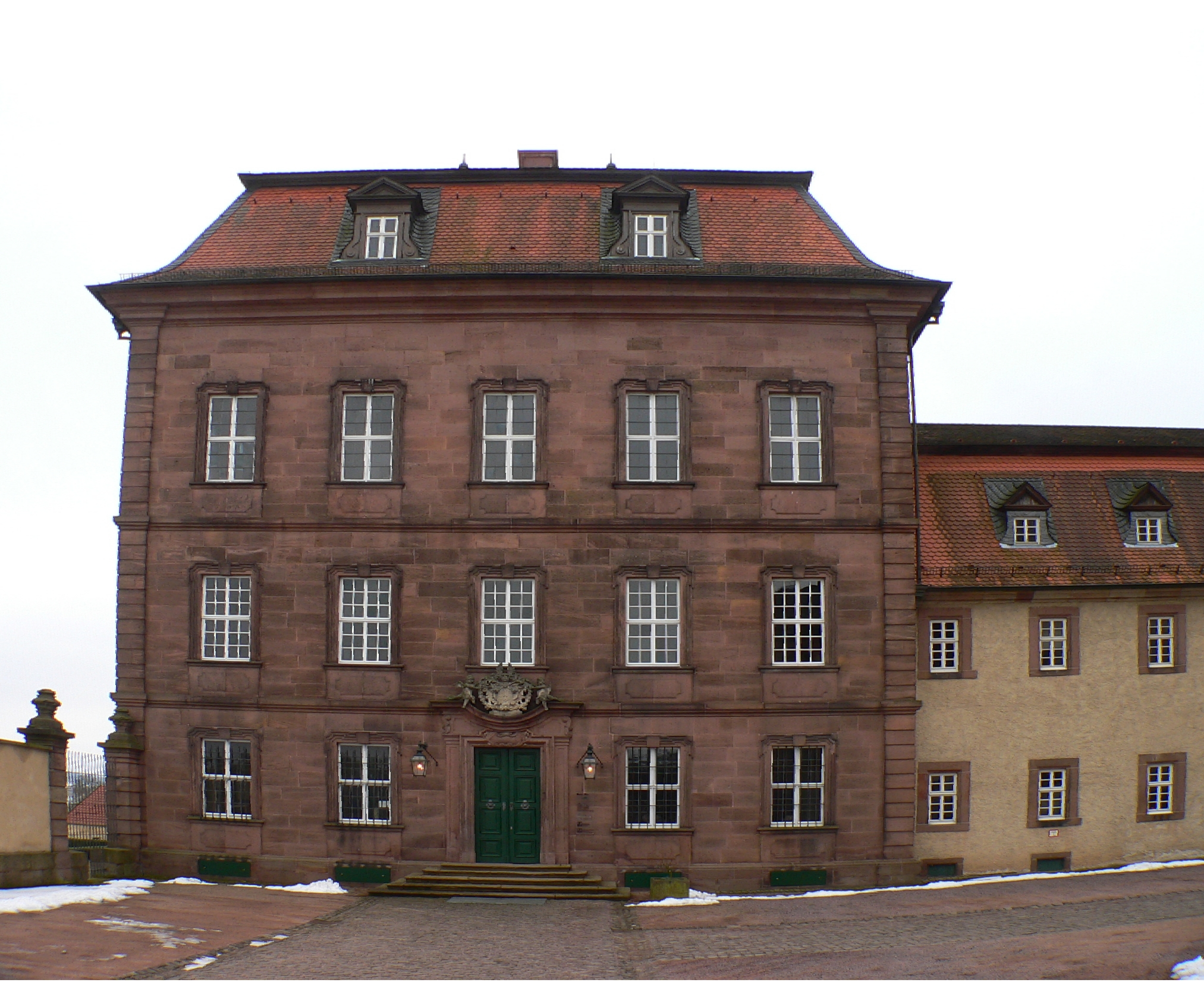
Der „Rote Bau“ als Herrenhaus
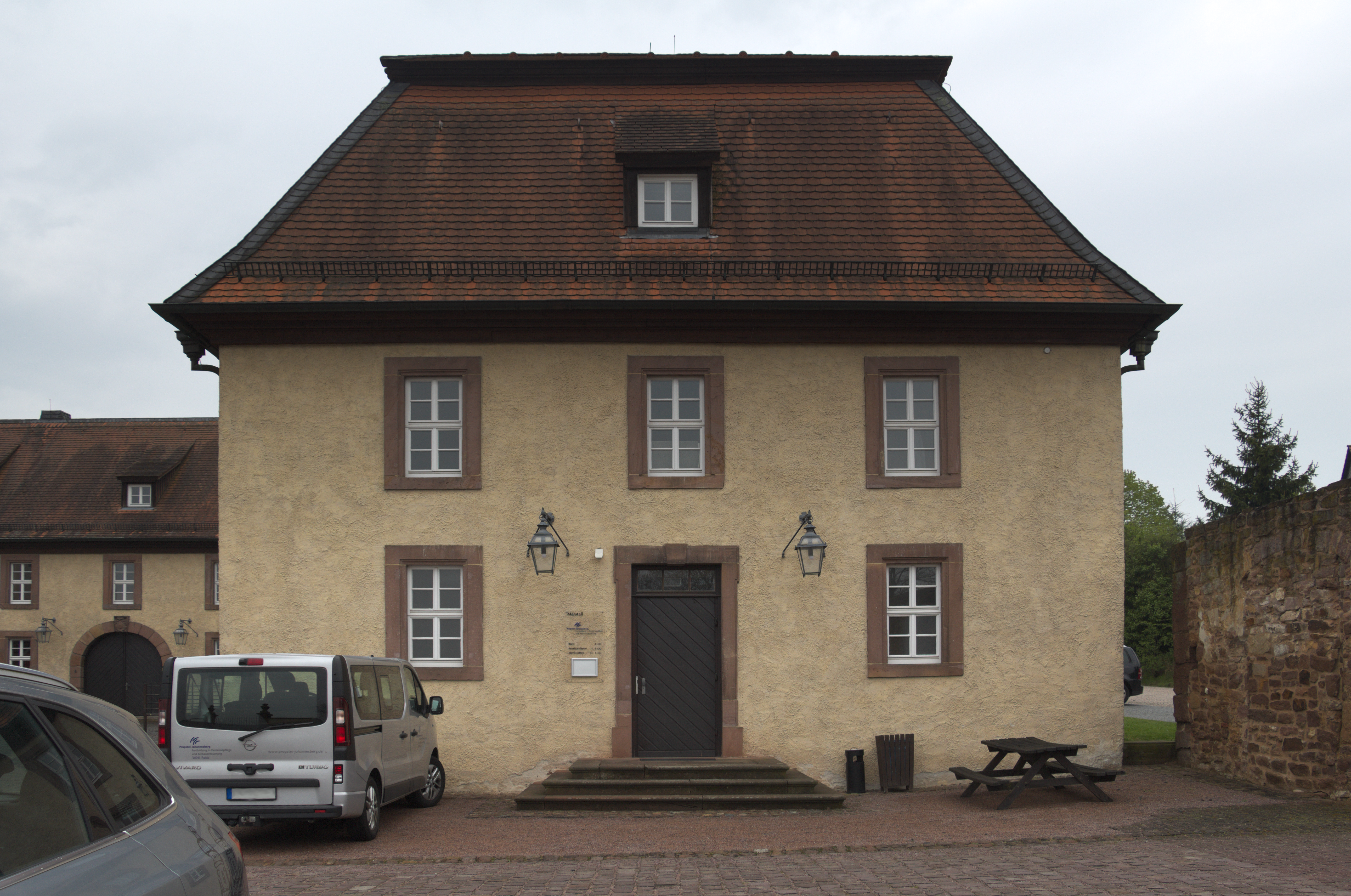
Der ehem. Marstall
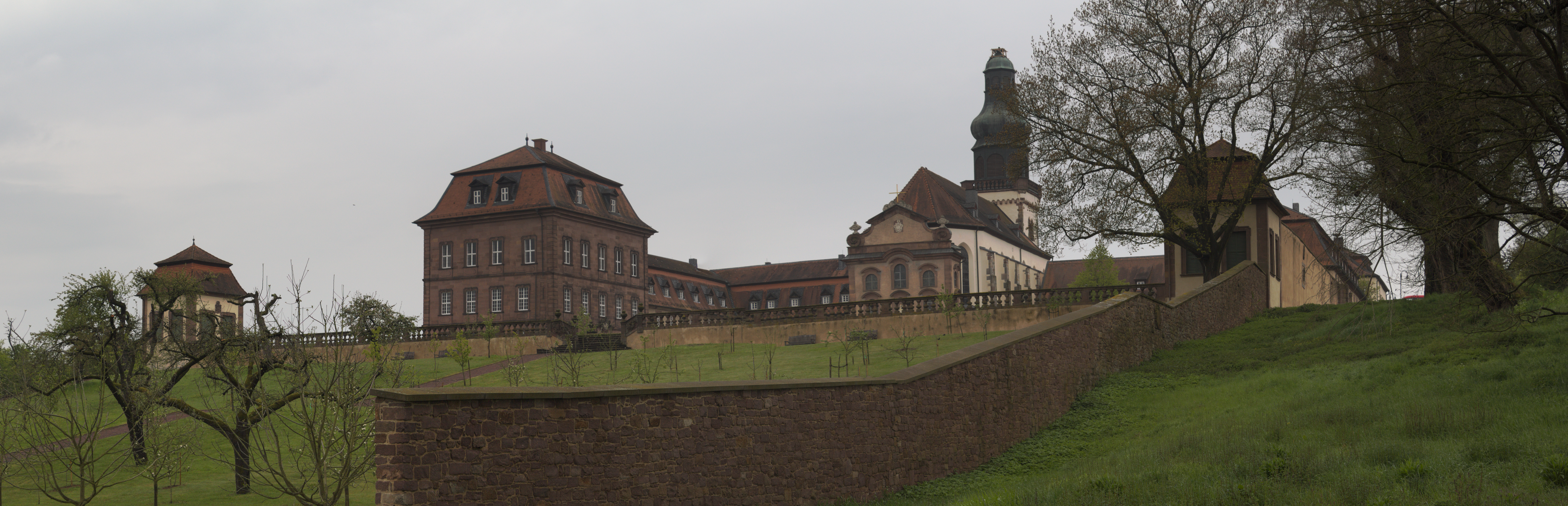
Panorama mit Propsteigarten
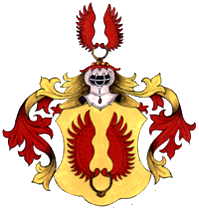
Wappen des Conrad von Mengersen